# عنقود الكور

صورة للأشعة تحت الحمراء إلتقطها مرصد بارانال وفيها المجرة الحلزونية الضلعية NGC 1365 (أسفل اليمين) والمجرة الإهليلجية NGC 1399 (أعلى اليسار).

عنقود الكور في الفلك (بالإنجليزية: Fornax Cluster)‏ هي عنقود مجري ضخم يبعد عنا نحو 62 مليون سنة ضوئية.

وهي تعتبر ثاني أكبر عنقود من ناحية عدد المجرات فيها في محيط 100 سنة ضوئية حولنا على الرغم من صغر حجمها بالمقارنة ب تجمع مجرات العذراء. وترى مجموعة مجرات الكور في كوكبة الكور وربما تكون مقترنة بمجموعة مجرات النهر القريبة منها. ونظرا لصغر الحجم الكلي لهذا التجمع الهائل من المجرات الصغيرة فيها فتتيح مجموعة الكور دراسة تطور المجرات وترى فيها التحامات بين بعض مجراتها.
 وما قد تشير إليه من وجهة التحام تلك المجموعة بعنقود مجرات أكبر. توجد المجرة NGC 1399 في وسط المجموعة.
وتنتمي إلى تلك المجموعة المجرة NGC 1316، وهي أشدها سطوعا، وكذلك المجرات NGC 1365 و NGC 1427A و NGC 1404.
```
تحوي مجموعة الكور نحو 50 إلى 60 

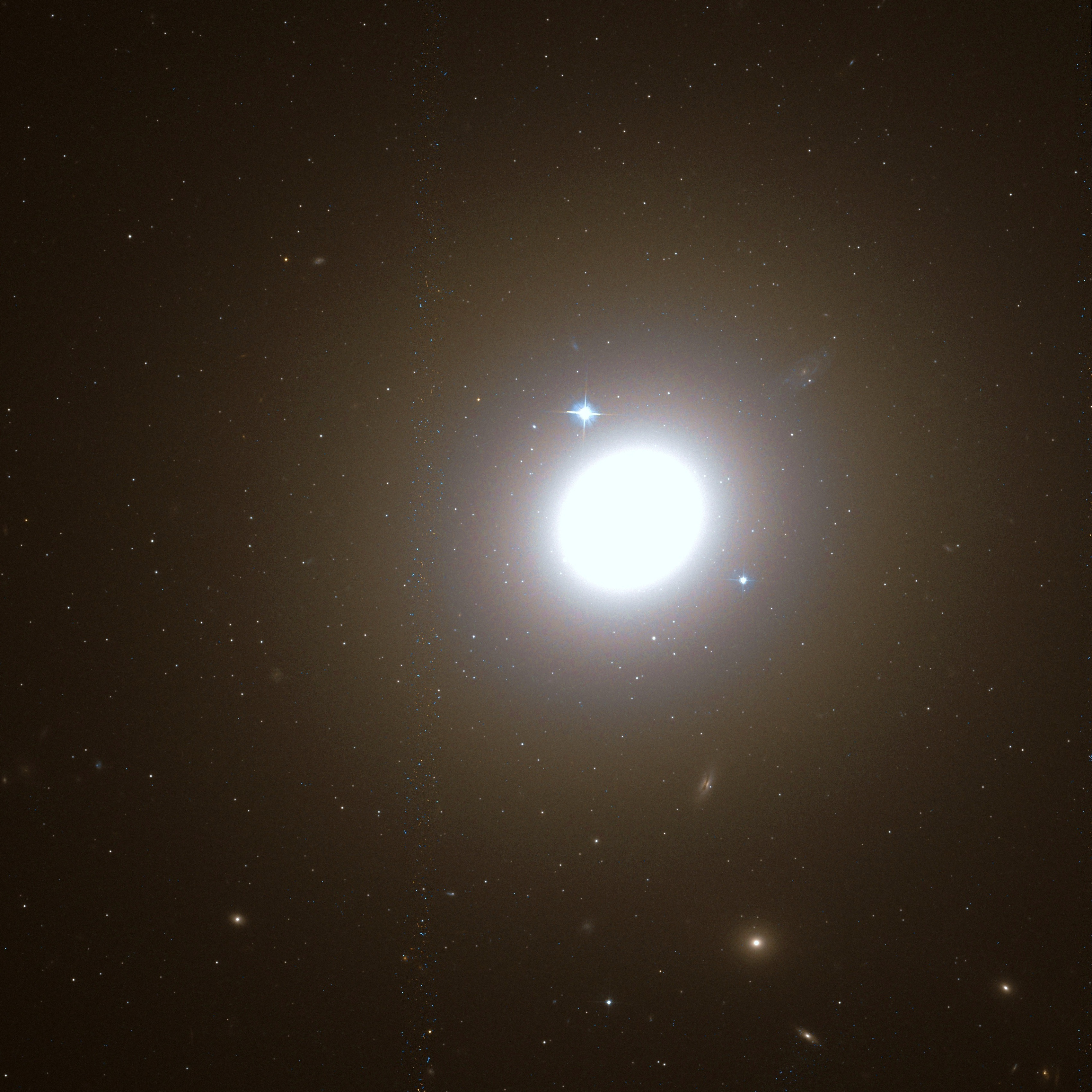
مجرة NGC 1399 : صورة إلتقطها تلسكوب هابل الفضائي ، اتساع الرؤية 2.76 دقيقة قوسية.

مجرة
.
```

## البنية

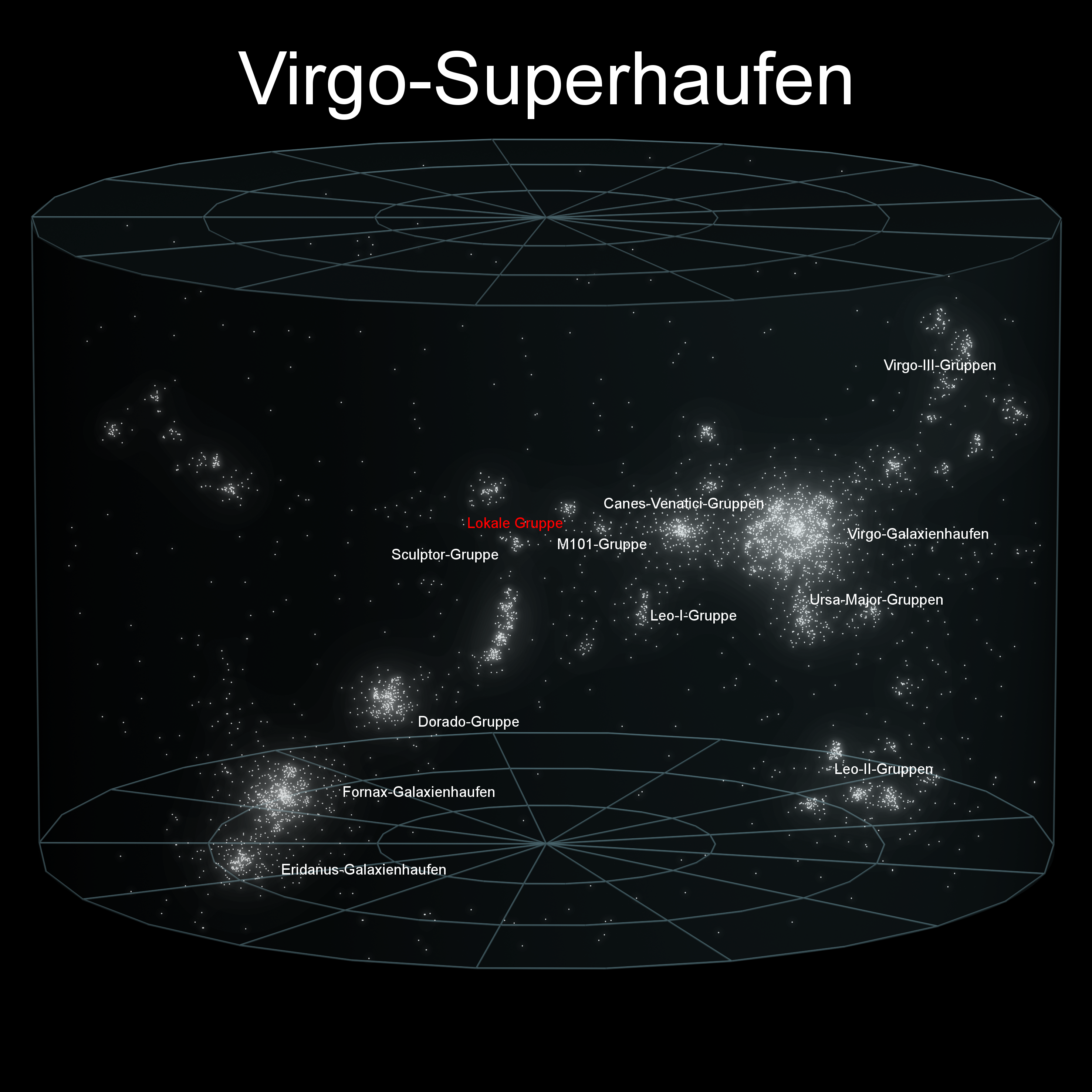
موقع عنقود مجرات العذراء العظيم (إلى اليمين وأعلى اليمين) بالنسبة إلى المجموعة المحلية Local group. إلى أسفل اليسار يـُرى مجموعة مجرات الكور Fornaux group.

تقسم مجموعة الكور إلى تجمعين تحتيين: التجمع الرئيسي ويلتف حول NGC 1399 وتجمع آخر يبعد عن الرئيسي نحو 3 دقيقة قوسية إلى الجنوب الغربي، ويلتف حول المجرة العدسية NGC 1316 .يمر التجمع التحتي بحالة «سقوط» لتندمج مع أختها الرئيسية، حيث ينشأ حاليا فيها نشاط كبير لولادة نجوم.

## قياس البعد

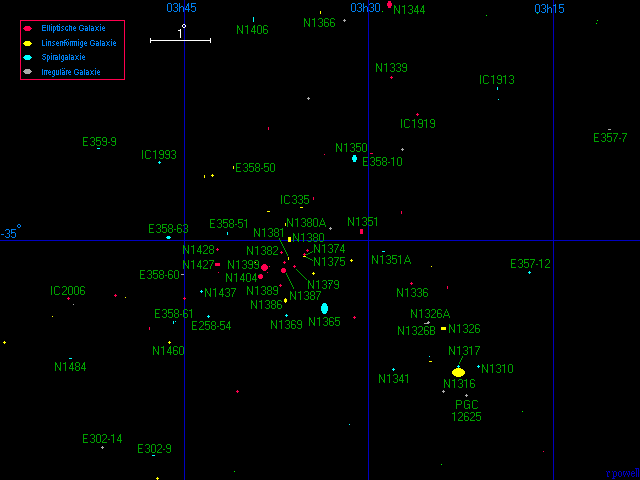
خريطة مجموعة مجرات الكور.

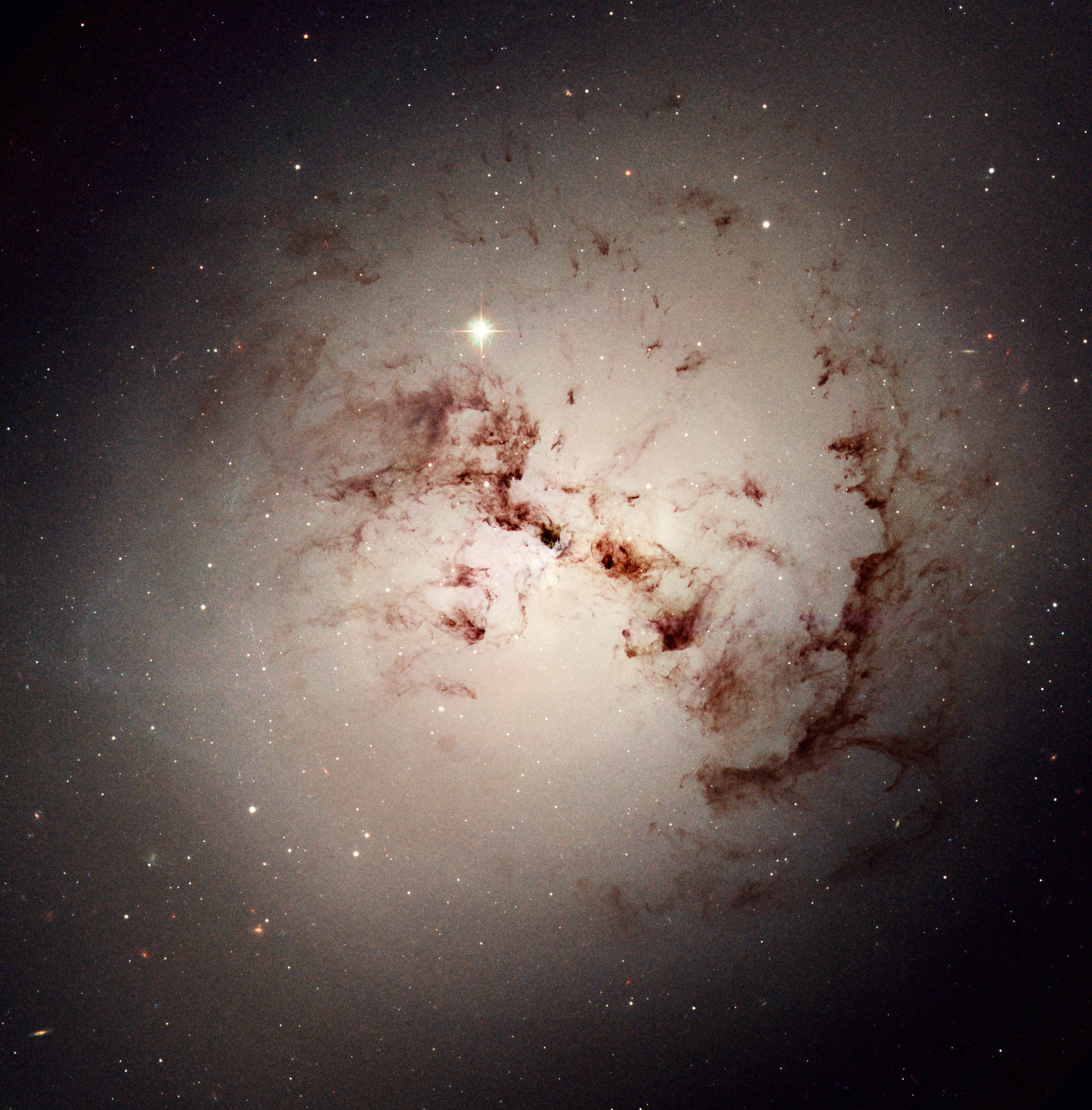
المجرة العملاقة العدسية الشكل NGC 1316 أو "الكور أ " من مجموعة الكور.

كانت مجموعة الكور من أول المجرات التي ساعدت على تعيين بعد الأجرام السماوية عنا. فنظرا لصغر كتلته الكلية بالمقارنة بتجمع مجرات العذراء والذي هو على نفس البعد عنا تقريبا فإن تأثير جاذبيته على المجموعة المحلية أقل بكثير. فبينما يؤثر تجمع العذراء جاذبيا على مجموعتنا المحلية بسبب كتلته الكبيرة فهو يعمل على جذبنا إليه، وهذه الظاهرة تسمى «سقوط تجمع العذراء» لأنه يقترب منا ونقترب نحن منه، في حين أن صغر كتلة مجموعة الكور النسبية لا تجعله يتأثر كثيرا جاذبيا فلا يحدث له «سقوط»، وهو بمجمله يتحرك مبتعدا عنا طبقا لسرعة للتمدد الكوني.
عن طريق قياس البعد المباشر بيننا وبين مجموعة مجرات الكور وقياس الانزاح الأحمر يمكننا تعيين ثابت هابل. ونظرا للقرب النسبي لمجرات مجموعة الكور إلينا فتوجد عدة طرق لتعيين بعدها عنا ومقارنة تلك القياسات المختلفة ببعضها البعض والتأكد من صحتها. وقد عينت المسافة بيننا وبين المجموعة بطريقة «دالة ضياء التجمعات النجمية» globular cluster luminosity function في عام 1996 وحصل العلماء على مسافة 5و16 مليون فرسخ فلكي.

وفي عام 1998 نجح تعيين المسافة بواسطة تلسكوب هابل الفضائي عن طريق تحليل أطياف نجوم متغيرة منفردة من نوع متغير قيفاوي.
ونتج عن تلك القياسات أن مجموعة مجرات الكور تبعد عنا نحو 5و18 مليون فرسخ فلكي (1 فرسخ فلكي يساوي 26و3سنة ضوئية). ويعادل متوسط الانزياح نحو الأحمر لمركز ثقل مجموعة مجرات الكور سرعة 1300 كيلومتر في الثانية، ومنها ينتج أن ثابت هابل H0=73 km/s/Mpc 

(ثابت هابل = 73 كيلومتر/الثانية/مليون فرسخ فلكي).